# Heteropoda obtusa
Heteropoda obtusa är en spindelart som beskrevs av Tord Tamerlan Teodor Thorell 1890. Heteropoda obtusa ingår i släktet Heteropoda och familjen jättekrabbspindlar. Inga underarter finns listade i Catalogue of Life.